# Figueira de Lorvão
Figueira de Lorvão ist eine Gemeinde (Freguesia) im portugiesischen Kreis Penacova. In ihr leben 2370 Einwohner (Stand 19. April 2021).